# Verkiezingen voor het Europees Parlement 2004 in België
In België vonden er op zondag 13 juni 2004 Europese Parlementsverkiezingen plaats.
De Europese verkiezingen vallen in België samen met de verkiezingen voor de parlementen van de deelstaten (zie verkiezingen in België 2004, waaronder de Vlaamse verkiezingen 2004). Hierdoor speelden nationale en regionale thema's meer mee in de campagne dan Europese thema's.

## Kwestie Brussel-Halle-Vilvoorde
Bijna hadden de verkiezingen in Halle-Vilvoorde geen doorgang gevonden. De Conferentie van burgemeesters en Staten-Generaal in Halle-Vilvoorde verlangde naar aanleiding van een arrest van het Arbitragehof over de kieskring Brussel-Halle-Vilvoorde dat de Belgische regering een voorstel tot splitsing van de kieskring in het parlement zou indienen. Om die eis kracht bij te zetten weigerden "de burgemeesters" de wettelijke voorbereidingen voor de verkiezingen te treffen, daarin gesteund door Vlaams minister van Binnenlandse Zaken Paul Van Grembergen (spirit). Toen daarop federaal minister van Binnenlandse Zaken Patrick Dewael wel wilde ingrijpen kwam het tot een compromis: er zou een communautair forum belegd worden waarin de Franse en de Vlaamse Gemeenschap de splitsing zouden uitwerken. Dat forum kwam er alsnog niet uit en spirit-voorman Geert Lambert beëindigde in maart 2005 de onderhandelingen toen er een koehandel over communautaire eisen ontstond waar de splitsing volgens het arrest onvoorwaardelijk te verrichten stond.

## Deelnemende lijsten
België is verdeeld in drie kiescolleges voor de verkiezing van de Belgische leden van het Europees Parlement.
In het Nederlands kiescollege deden de volgende politieke partijen mee:
- Christen-Democratisch en Vlaams (EVP-ED) / Nieuw-Vlaamse Alliantie
- Groen!
- Linkse Socialistische Partij
- Partij van de Arbeid
- Socialistische Partij Anders (PES) / Spirit
- Vlaams Blok
- Vlaamse Liberalen en Democraten (ELDR) / Vivant

In het Frans kiescollege deden de volgende partijen mee:
- Centre démocrate humaniste (EVP-ED)
- Ecolo
- Front National
- Front Nouveau de Belgique
- Mouvement pour une Alternative Socialiste
- Mouvement Réformateur (ELDR)
- Parti des Chrétien-Démocrates Francophones
- Parti du Travail de Belgique
- Parti Socialiste (PES)
- Rassemblement Wallonie-France

Ten slotte deden in het Duitstalig kiescollege de volgende partijen mee:
- Christlich Soziale Partei (EVP-ED)
- Ecolo
- Partei für Freiheit und Fortschritt/MR (ELDR)
- Parteilos Jugendliche Unabhängige-Partei der deutschsprachigen Belgier
- Sozialistische Partei (PES)

## Uitslag

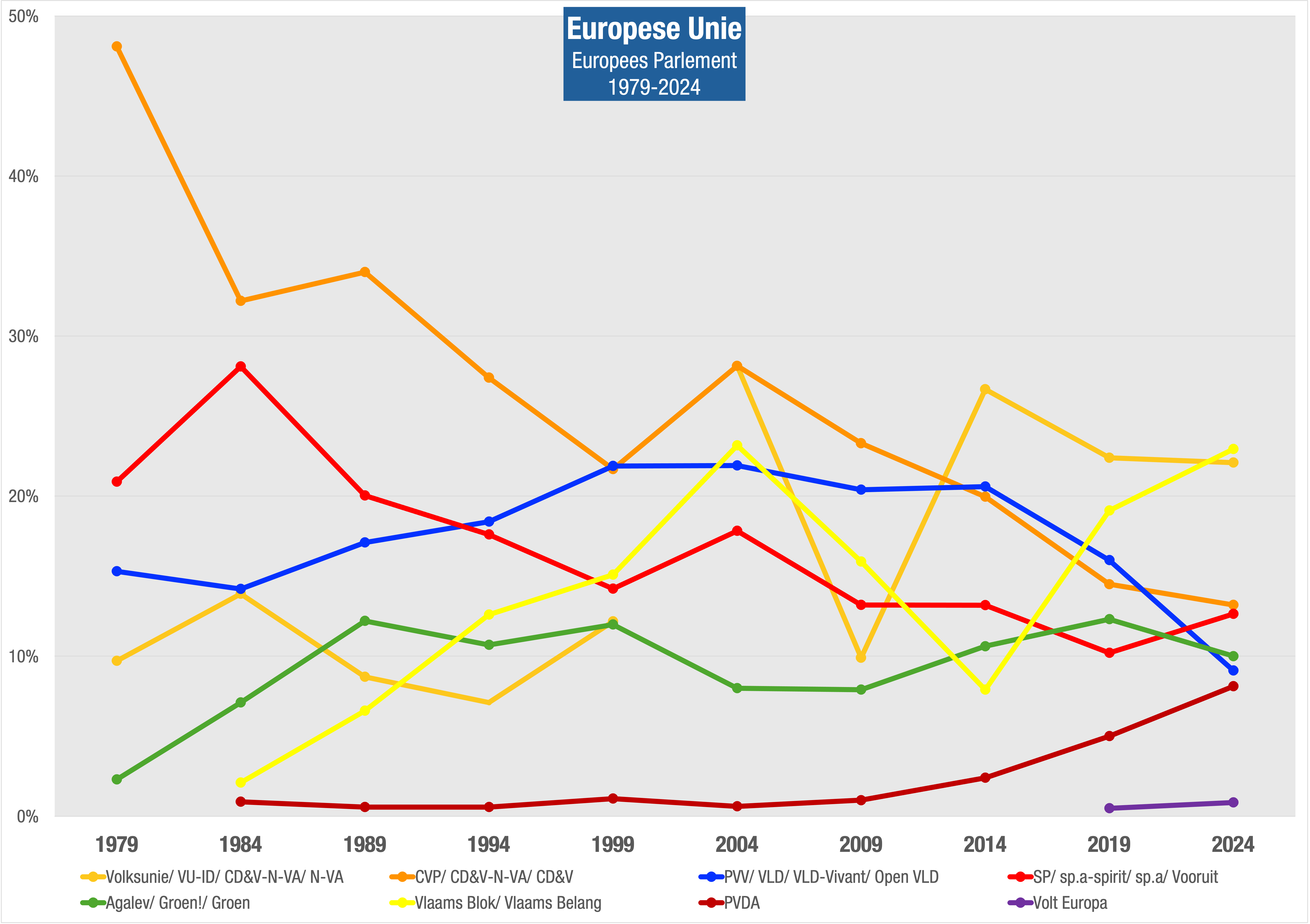
Grafiek van de Vlaamse partijen en hun behaalde resultaten voor het Europees Parlement van 1979 tot en met 2024, uitgedrukt in procenten.

België koos 24 vertegenwoordigers voor het Europees Parlement. Daarvan waren er 14 Nederlandstalig, 9 Franstalig en 1 Duitstalig. Voor de uitbreiding in de EU en de verkiezingen in juni 2004, had België 25 Europarlementariërs (14 Nederlandstalig, 10 Franstalig en 1 Duitstalig)
| Uitslagen in België | Uitslagen in België                 | Uitslagen in België | Uitslagen in België | Uitslagen in België | Uitslagen in België |
| Partij              | Partij                              | Europese partij     | Lijsten             | Zetels (+/-)        | %                   |
| ------------------- | ----------------------------------- | ------------------- | ------------------- | ------------------- | ------------------- |
| Nederlandstalig     |                                     |                     |                     |                     |                     |
|                     | CD&V/N-VA                           | EVP-ED              | lijst               | 4 (+1)              | 28,15               |
|                     | Vlaams Blok                         | geen fractie        | lijst               | 3 (+1)              | 23,16               |
|                     | VLD-Vivant                          | ELDR                | lijst               | 3 (=)               | 21,91               |
|                     | sp.a-Spirit                         | PES                 | lijst               | 3 (+1)              | 17,83               |
|                     | Groen!                              | Groenen/VEA         | lijst               | 1 (-1)              | 7,99                |
| Franstalig          |                                     |                     |                     |                     |                     |
|                     | Parti Socialiste                    | PES                 | lijst               | 4 (+1)              | 36,09               |
|                     | Mouvement Réformateur               | ELDR                | lijst               | 3 (=)               | 27,58               |
|                     | Centre démocrate humaniste          | EVP-ED              | lijst               | 1 (=)               | 15,15               |
|                     | Ecolo                               | Groenen/VEA         | lijst               | 1 (-2)              | 9,84                |
|                     | FN                                  | geen fractie        | lijst               | 0 (=)               | 7,45                |
| Duitstalig          |                                     |                     |                     |                     |                     |
|                     | Christlich Soziale Partei           | EVP-ED              | lijst               | 1 (=)               | 42,49               |
|                     | Partei für Freiheit und Fortschritt | ELDR                | lijst               | 0 (=)               | 22,79               |
|                     | Sozialistische Partei               | PES                 | lijst               | 0 (=)               | 14,94               |
|                     | Ecolo                               | Groenen/VEA         | lijst               | 0 (=)               | 10,49               |